# Moscow Music Peace Festival
Das Moscow Music Peace Festival fand am 12. und 13. August 1989, genau 20 Jahre nach dem legendären Woodstock-Festival, im Moskauer Olympiastadion statt. Das „Peace-Festival“ wird auch als das Woodstock der UdSSR bezeichnet und verzeichnete circa 250.000 Zuschauer.

## Hintergrund
Der frühere Manager von Mötley Crüe, Skid Row und den Scorpions, Doc McGhee, war straffällig geworden, als er einen Schmuggler-Ring unterstützte, große Mengen Marihuana aus Kolumbien in die Vereinigten Staaten zu bringen. Am 19. Januar 1987 musste er sich erstmals vor dem North Carolina Federal Court verantworten, wo er sich schuldig bekannte. Statt der ursprünglich verhängten fünfjährigen Haftstrafe wurde McGhee zu einer Geldstrafe in Höhe von 15.000 US-Dollar verurteilt, die Haft wurde zur Bewährung ausgesetzt. McGhee musste neben der Geldstrafe unter anderem eine Anti-Drogen-Kampagne organisieren.
Im Zuge dieses Engagements organisierte McGhee zusammen mit dem sowjetischen Konzertveranstalter Stas Namin auch das „Moscow Music Peace Festival“ unter dem Banner der Make A Difference Foundation, die sich gegen Alkohol und Drogenkonsum richtete. Zu diesem Zweck brachte er 641 Menschen und 64 Transportfahrzeuge mit zwei Flugzeugen vom Typ Boeing 757 nach Moskau, ohne überhaupt eine Erlaubnis dafür zu besitzen. Außerdem produzierte er die Fernsehausstrahlung der Veranstaltung und kümmerte sich um die Übertragung in 51 Länder der Welt.
Auftretende Künstler und Bands waren (in alphabetischer Reihenfolge)
- Bon Jovi
- Brigada S
- Cinderella
- die russische Rockband Gorky Park (russisch Парк Горького)
- Mötley Crüe
- Nuance
- Ozzy Osbourne
- Scorpions
- Skid Row

Noch während des Konzertes kam es hinter der Bühne zu Auseinandersetzungen der beteiligten Musiker über die Auftrittsreihenfolge. Die Scorpions, aufgrund einer vorangegangenen Tournee durch die UdSSR eindeutig die bekannteste der westlichen Bands, traten zum Unmut von Ozzy Osbourne und Mötley Crüe als Headliner auf, Mötley Crüe beklagten zudem, das McGhee-Management habe Bon Jovi klar bevorzugt. Osbourne war im Zuge der Streitigkeiten bereits zum Flugplatz gefahren, um die nächste Maschine zurück nach Großbritannien zu nehmen, konnte aber schließlich zum Auftritt bewegt werden.

## Veröffentlichung
Das Konzert wurde im Jahr 1989 auf zwei Videokassetten veröffentlicht und später als „Remastered Version“ auf vier DVDs. Außerdem erschien eine LP bzw. CD mit dem Titel Stairway to Heaven/Highway to Hell. Sie enthielt acht von den beteiligten Bands im Studio aufgenommene Coverversionen bekannter Songs. Außerdem war die Live-Aufnahme einer Jamsession enthalten, die beim Festival in Moskau aufgezeichnet worden war. Die Session bestand aus den Titeln Hound Dog; Long Tall Sally/Blue Suede Shoes und Rock & Roll.

## Trivia
Während des Aufenthaltes in Moskau entstand das von Scorpions-Sänger Klaus Meine geschriebene Lied Wind of Change:

„Die Idee dazu ist mir in der U.d.S.S.R. gekommen, als ich in einer Sommernacht im Gorky Park Center saß und auf die Moskwa geblickt habe. Das Lied ist meine persönliche Aufarbeitung dessen, was in den letzten Jahren in der Welt passiert ist. Der Titel ist Wind of Change.“